# 亞歷山大·多尼夫
亞歷山大·多尼夫（1990年2月3日—）是保加利亞的一位足球運動員，在場上的位置是側鋒。他現在被英超球隊阿斯頓維拉外借給蘇超球隊凱爾特人。他也同時代表保加利亞國家足球隊參加比賽。